# Voutenay-sur-Cure
Voutenay-sur-Cure település Franciaországban, Yonne megyében. Lakosainak száma 209 fő (2022. január 1.). Voutenay-sur-Cure Précy-le-Sec, Blannay, Girolles, Saint-Moré és Sermizelles községekkel határos.

## Népesség
A település népessége az elmúlt években az alábbi módon változott:
| Lakosok száma | 225  | 215  | 219  | 214  | 209  | 204  | 199  | 202  | 209  |
|               | 2013 | 2015 | 2016 | 2017 | 2018 | 2019 | 2020 | 2021 | 2022 |